# Kizilsu
Châu tự trị Kirghiz Kizilsu (Khắc Tư Lặc Tô, 克孜勒苏柯尔克孜自治州, bính âm: Kèzīlèsū Kē'ěrkèzī Zìzhìzhōu, tiếng Kyrgyz:قىزىلسۇۇ قىرعىز اپتونوم وبلاسى, Кызылсуу Кыргыз аптоном обласы, tiếng Uyghur: 
قىزىلسۇ قىرغىز ئاپتونوم ئوبلاستى, Qizilsu Qirghiz aptonom oblasti)) là một châu tự trị thuộc Khu tự trị dân tộc Duy-ngô-nhĩ, Cộng hòa Nhân dân Trung Hoa. Châu tự trị này có diện tích69.112 ki-lô-mét vuông, dân số 439.688 người.

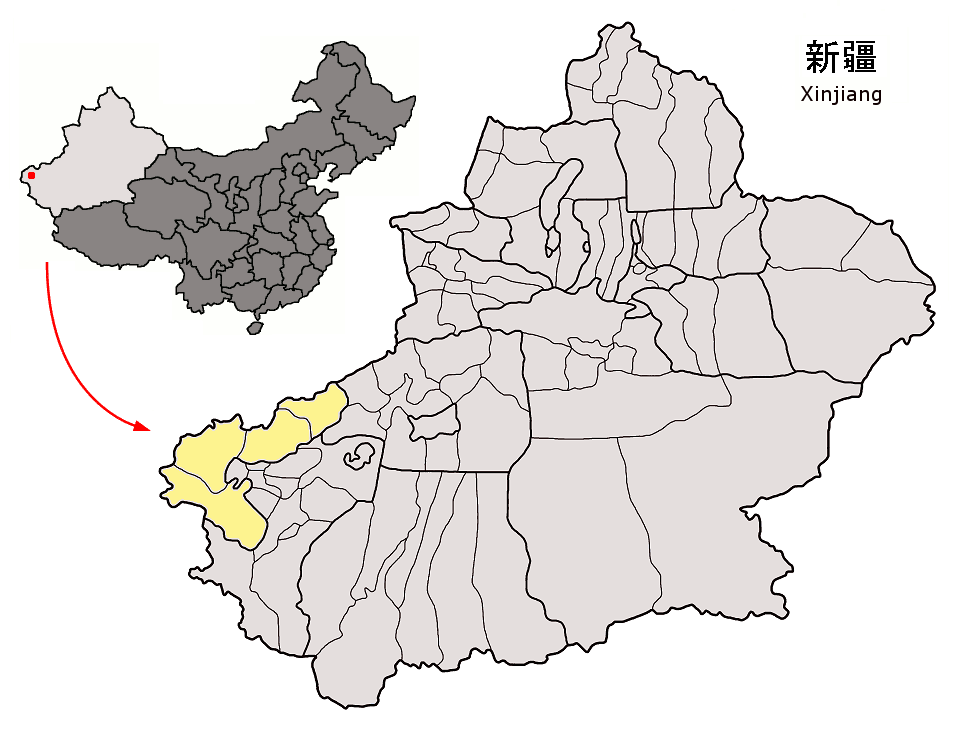
Vị trí của Kizilsu trong Tân Cương

Thủ phủ là thành phố cấp huyện Artux. Kizilsu trong tiếng Kyrgyz (cũng như trong tiếng Thổ Nhĩ Kỳ) có nghĩa là "nước đỏ".

## Cơ cấu dân số theo điều tra năm 2000
| Dân tộc | Dân số  | Tỷ lệ  |
| ------- | ------- | ------ |
| Uyghur  | 281.306 | 63,98% |
| Kyrgyz  | 124.533 | 28,32% |
| Hán     | 28.197  | 6,41%  |
| Tajik   | 4.662   | 1,06%  |
| Hồi     | 432     | 0,1%   |
| Khác    | 558     | 0,13%  |

## Các đơn vị hành chính
Địa khu này gồm các đơn vị cấp huyện sau:
- Thành phố cấp huyện Artux (A Đồ Thập, 阿图什市)
- Huyện Akqi (A Hợp Kỳ, 阿合奇县)
- Huyện Ulugqat (Ô Kháp, 乌恰县)
- Huyện Akto (A Khắc Đào, 阿克陶县)